# Lost in the New Real
Lost in the New Real — сольный концептуальный студийный альбом нидерландского музыканта Арьена Антони Лукассена, выпущенный в 2012 году, и его второй сольный альбом после вышедшего в 1993 году Pools of Sorrow, Waves of Joy.

## Об альбоме
Сюжет первого диска альбома сфокусирован на человеке по имени Мистер Л (Mr. L, альтер эго самого Лукассена, также фигурировал на альбоме Ayreon 01011001), который в начале XXI века был помещен в состояние анабиоза в момент клинической смерти, с надеждой, что технологии будущего позволят излечить его. Так и произошло — спустя несколько сотен лет, когда технический прогресс достиг необходимого уровня, Мистер Л был разморожен и вылечен от смертельной болезни. Однако сможет ли он найти своё место в изменившемся мире будущего, где тонкая грань между реальностью и вымышленным миром почти полностью стерта?
Второй диск состоит из пяти оригинальных песен Лукассена, не вошедших в основное повествование, а также пяти каверов — на песни групп Pink Floyd, Led Zeppelin, Alan Parsons Project, Frank Zappa и Blue Oyster Cult.

## Список композиций

### Диск 1
Все тексты написаны Арьеном Лукассеном, кроме строк Рутгера Хауэра, вся музыка написана Арьеном Лукассеном.
| №                   | Название                            | Длительность |
| ------------------- | ----------------------------------- | ------------ |
| 1.                  | «The New Real»                      | 6:24         |
| 2.                  | «Pink Beatles in a Purple Zeppelin» | 3:36         |
| 3.                  | «Parental Procreation Permit»       | 5:03         |
| 4.                  | «When I’m a Hundred Sixty-four»     | 2:30         |
| 5.                  | «E-police»                          | 4:07         |
| 6.                  | «Don’t Switch Me Off»               | 4:06         |
| 7.                  | «Dr. Slumber’s Eternity Home»       | 3:51         |
| 8.                  | «Yellowstone Memorial Day»          | 3:31         |
| 9.                  | «Where Pigs Fly»                    | 3:47         |
| 10.                 | «Lost in the New Real»              | 10:19        |
| 11.                 | «Behind the New Real» (Video)       | 13:45        |
| Общая длительность: | Общая длительность:                 | 47:00(audio) |

### Диск 2
Все тексты написаны Арьеном Лукассеном, кроме кавер-версий, вся музыка написана Арьеном Лукассеном, кроме кавер-версий.
| №                   | Название                                               | Длительность |
| ------------------- | ------------------------------------------------------ | ------------ |
| 1.                  | «Our Imperfect Race»                                   | 6:27         |
| 2.                  | «Welcome to the Machine» (кавер Pink Floyd)            | 4:45         |
| 3.                  | «So Is There No God?»                                  | 4:41         |
| 4.                  | «Veteran of the Psychic Wars» (кавер Blue Öyster Cult) | 4:34         |
| 5.                  | «The Social Recluse»                                   | 3:35         |
| 6.                  | «The Battle of Evermore» (кавер Led Zeppelin)          | 5:28         |
| 7.                  | «The Space Hotel»                                      | 3:49         |
| 8.                  | «Some Other Time» (кавер The Alan Parsons Project)     | 4:06         |
| 9.                  | «You Have Entered the Reality Zone»                    | 3:24         |
| 10.                 | «I'm the Slime» (кавер Frank Zappa)                    | 2:53         |
| 11.                 | «Behind the Artwork» (Video)                           | 13:35        |
| Общая длительность: | Общая длительность:                                    | 43:20(audio) |

## Участники записи
- Арьен Антони Лукассен — вокал, гитары, бас, клавишные и другие инструменты;
- Рутгер Хауэр — диктор («Войт-Кампф»);
- Вилмер Ваарбрук — бэк-вокал;
- Эд Варби — ударные;
- Роб Снейдерс — ударные;
- Бен Мафот — скрипка;
- Маайке Петерсе — виолончель;
- Йерун Гуссенс — духовые;
- Лизбет де Веер «Эльвия Дульсимер» — молоточковый дульсимер, вокал в The Battle Of Evermore;
- Гьялт Лукассен — «мегафонный» голос в I’m The Slime.